# Югыд ва
«Югыд ва» (с коми — «светлая вода») — национальный парк на Северном и Приполярном Урале в юго-восточной части Республики Коми, созданный 23 апреля 1994 года. Вместе с расположенным южнее Печоро-Илычским заповедником «Югыд ва» составляет объект Всемирного природного наследия ЮНЕСКО «Девственные леса Коми». На его территории сохранилась единственная в Североевропейском регионе тайга, не тронутая хозяйственной деятельностью человека.
«Югыд ва» является самым большим национальным парком России, его площадь составляет 1 894 133 га, протяжённость — свыше 300 км. В границах парка находятся высочайшие горы Урала, более 800 озёр и река Печора с многочисленными притоками, одна из самых чистых в Европе. На обширных территориях парка представлены 16 типов экосистем. Флора и фауна «Югыд ва» включает множество редких, охраняемых и находящихся под угрозой исчезновения видов, в том числе реликтовые растения.
С 1997 по 2021 год Министерство природы России уже 11 раз пыталось изъять из границ парка территорию золотоносного месторождения Чудное, которое находится в верховьях рек Балбанью и Кожим. По данным геологоразведки, объём золота в нём составляет, по разным оценкам, от 80 до 600 тонн. Добыча карьерным способом, по однозначной оценке учёных, уничтожила бы флору и фауну бассейна реки Кожим и нанесла долгосрочный комплексный ущерб экосистемам «Югыд ва», чистоте притоков Печоры.
Ради добычи золота в 2008 году компания «Голд Минералс» (в 2020 переименована в «Золото Инты»), предположительно связанная с главой «Ростеха» Сергеем Чемезовым, получила лицензию на геологоразведку и разработку в Чудном. Чтобы позволить добывать золото, группа депутатов Госдумы предложила поправки к закону о национальных парках, которые разрешили бы на усмотрение местной власти изымать участки из их границ. После протестов «Гринпис», местных жителей, учёных, активистов и многочисленных НКО, спорные поправки не вошли в финальный текст законопроекта. Однако лицензия на разработку у компании «Золото Инты» открыта до 2060 года, а в бюджетных документах правительства Коми на 2021 год разработка Чудного входит в план одобренных инвестиционных проектов.

## Описание

### Территория и биоразнообразие

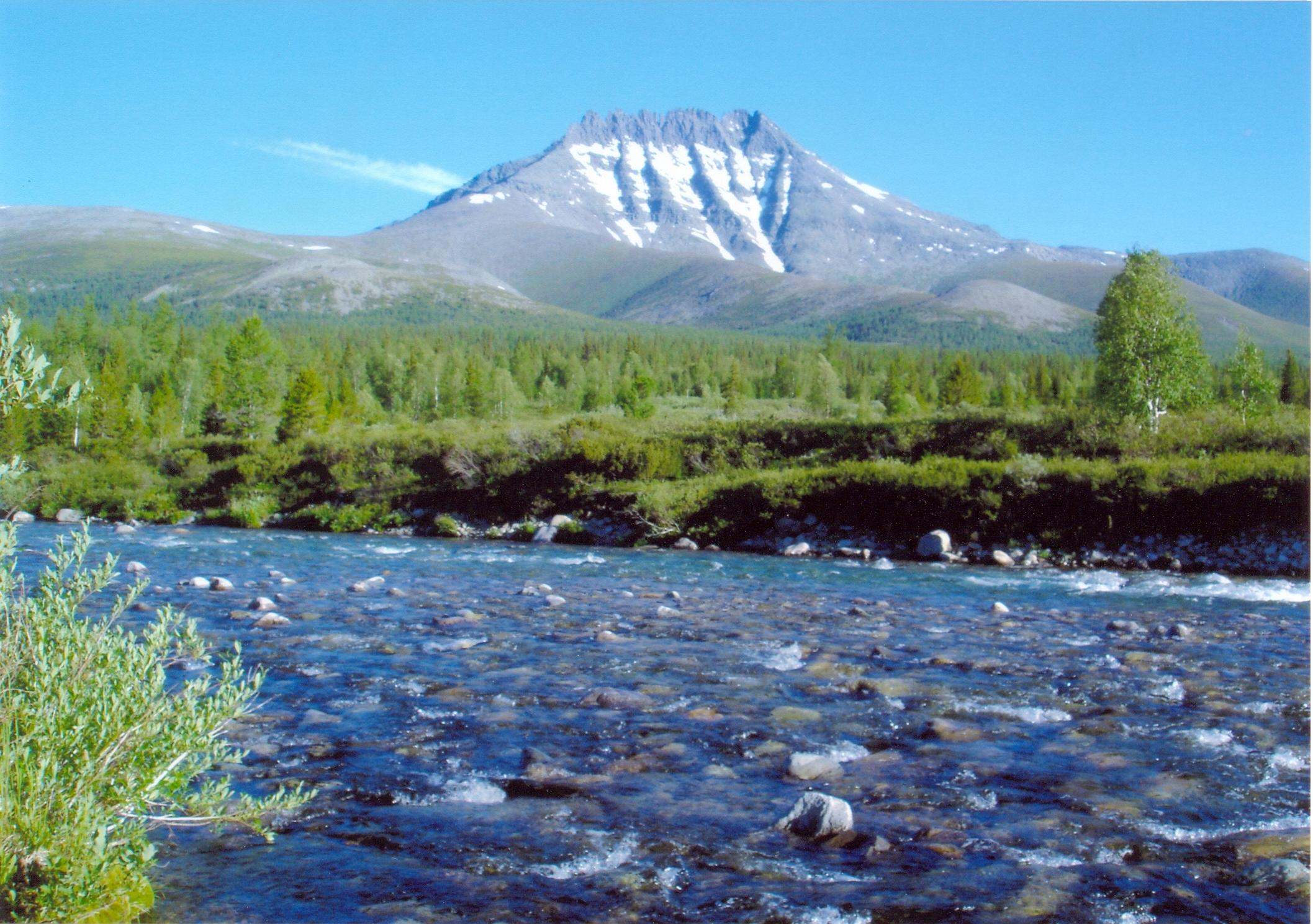
Вид на гору Манарага, 2007

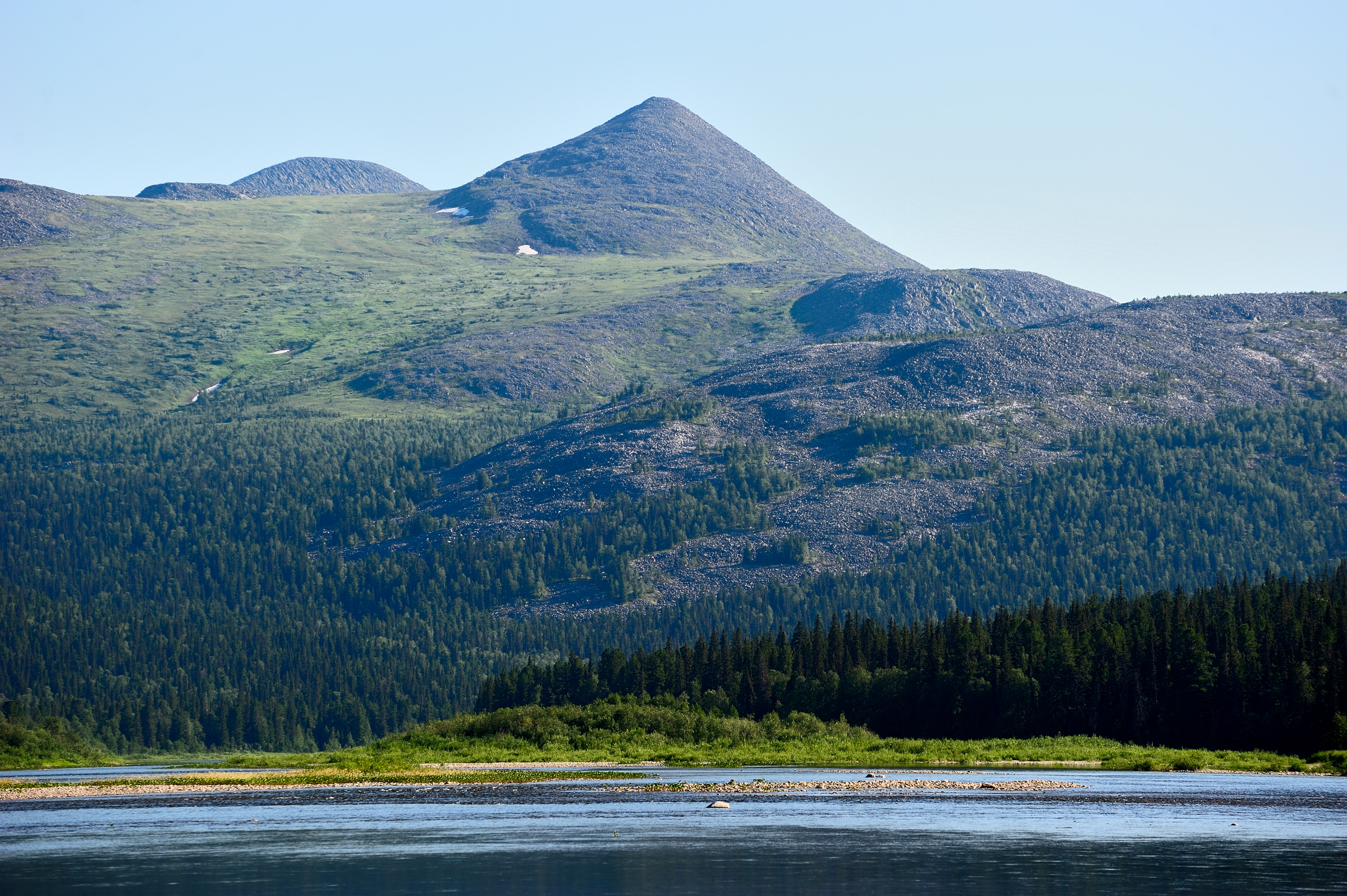
Река Щугор, хребет Ууты, 2018

Национальный парк «Югыд ва» является крупнейшим национальным парком Европы, его площадь составляет более 1,89 млн га. Он находится в 80 км на юго-запад от города Инта, в 100 км к востоку от города Печора, в 50 км к востоку от посёлков Аранец и Сыня, в 20 км к северу и 70 км к востоку от города Вуктыл. Ближайшие к парку населённые пункты — села Подчерье, Кырта, Усть-Щугор. На территории «Югыд ва» сохранился самый большой в Европе массив первичных бореальных лесов. Территория парка простирается на почти 300 км с севера на юг, занимая три орографические зоны — Печорскую низменность, предгорья Уральского хребта и горы Северного и Приполярного Урала. Благодаря этому нацпарк отличается богатым разнообразием ландшафтов: в нём представлены гольцовые тундры, хвойная тайга, криволесья, болота и альпийские луга. 56 % парка покрыты лесами, во всём европейском регионе только в «Югыд ва» сохранилась нетронутая девственная тайга.
В «Югыд ва» находятся самые высокие вершины Урала: горы Народная (1825 м), Тельпос-из (1617 м). Символ парка — гора Манарага (1662 м) с шестью пиками. В горах находится 38 ледников. Горные реки парка — Косью, Вангыр, Большая Сыня, Подчерье, Кожим — отличаются чистотой и прозрачностью вод. Река Щугор является самой длинной (более 300 км) и полноводной рекой «Югыд ва», в её среднем течении проходит граница Северного и Приполярного Урала. Эти реки питают Печору, признанную одной из чистейших рек Северной Европы. На территории парка также расположено более 800 высокогорных озёр, преимущественно ледникового происхождения.
Территория парка обладает уникальным биоразнообразием, на ней выделяются 16 типов экосистем, от субальпийских горных тундр до болот, и зарегистрировано 668 видов сосудистых растений, 120 из которых относятся к редким и находящимся под угрозой исчезновения. «Югыд ва» играет основную роль в сохранении более 47 видов редких растений, занесённых в Красную книгу РФ и Коми, а также реликтовых бореальных видов. «Югыд ва» является единственным местом на европейском севере России, где энтомофауна сохранилась в первобытном, не затронутом хозяйственной деятельностью человека виде. По национальному парку проходит традиционный маршрут миграции коренных народов, занимающихся оленеводством.
«Югыд ва» является ключевой орнитологической территорией международного значения. Общее число выявленных видов птиц — около 190, 12 из которых включены в Красный список МСОП и Красную книгу Российской Федерации, а 21 — в Красную книгу Коми. В парке также обитают 40 видов млекопитающих (росомаха, волк, лисица, куница, лось, северный олень, рысь и др.) и 16 видов рыб (хариус, плотва, язь и др.). Богатством отличается видовое разнообразие насекомых: в «Югыд ва» зарегистрированы 87 видов из пяти семейств цикадовых, редкие бабочки (например, махаон, Аполлон Феб, большая перламутровка, мнемозина и др.), свыше 352 видов жуков, 59 видов из 17 семейств ручейников.

### Памятники природы и культуры

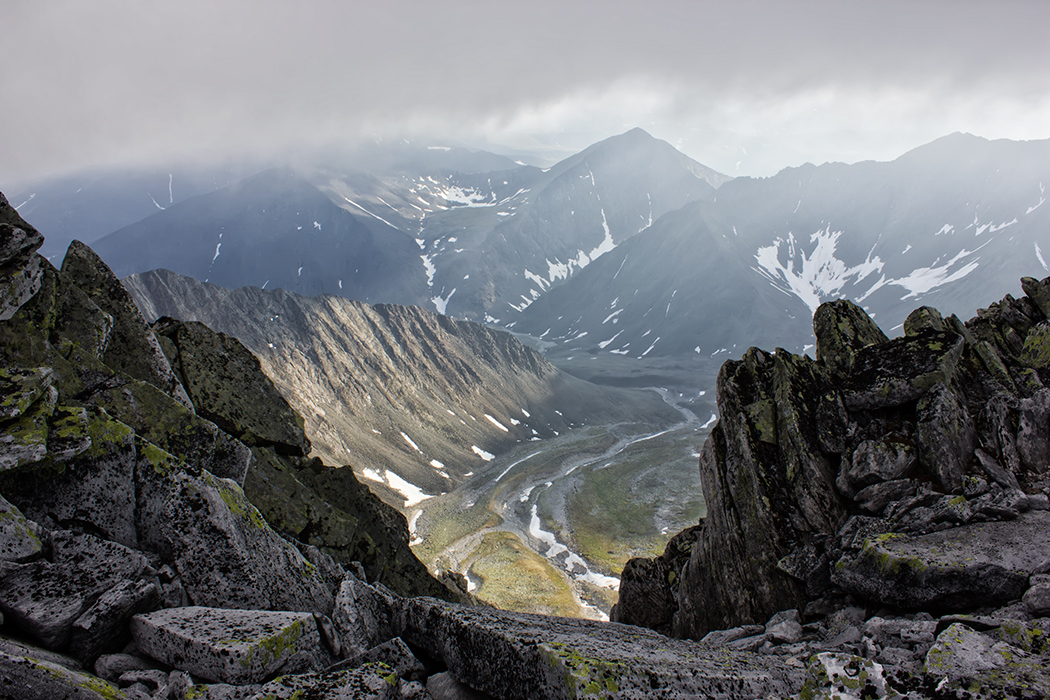
Гора Народная, 2013

На территории «Югыд ва» находится множество памятников природы и следов древних стоянок человека, среди которых наиболее примечательные:
- «Саран-дед», «Каменная баба», «Старик-хозяин» — сакральные скалы-останцы[4].
- «Залаз-ди-бэж» — выход аргиллитов, глинистых известняков, доломитов и мергелей, участок дна древнего морского бассейна, где прослеживаются обрастания раковин брахиопод под водорослями[29][4].
- «Кирпич-Кырта» — цепь скал протяжённостью до 5,5 км, сформированных мелководным субтропическим морем. К ней относится скала «Замок» высотой 50 м, которая формой напоминает средневековый бастион[30][4].
- «Грот Арка» — скальное святилище XI века н. э., жертвенник, где проходили магические ритуалы[4][30][31].
- «Нижние ворота реки Подчерем» («Кырта-Варта») — две прибрежные скалы в 12 км от устья реки Подчерье. На правом берегу находятся печи для выжигания извести, оставшиеся от древних стоянок людей[30][4].

К памятникам культуры относятся Сибиряковский тракт и избы староверов у русла реки Подчерем: Камчатка, Парфен, Пиля-керка, Оселок, Орловка; у реки Щугор: Мичабичевник; у реки Вангыр расположена усадьба Мезенцева.

## Деятельность
Целью создания парка являются охрана и организация рекреационного использования горно-таёжных экосистем Приполярного и Северного Урала. Как указано на официальном сайте парка, его основные задачи:
- сохранение природных комплексов, уникальных и эталонных природных участков и объектов;
- сохранение историко-культурных объектов;
- экологическое просвещение населения;
- создание условий для регулируемого туризма и отдыха;
- разработка и внедрение научных методов охраны природы и экологического просвещения;
- осуществление экологического мониторинга;
- восстановление нарушенных природных и историко-культурных комплексов и объектов[32][33].

Важным направлением работы парка является туризм. В 2017 году «Югыд ва» посетили 6,5 тыс. человек. В 2020 году из-за пандемии коронавируса число гостей снизилось относительно 2018—2019 годов и составило 6713 человек, однако дирекция парка продолжает создавать новые маршруты, улучшать стоянки и гостевые дома. В 2020 году проект «Туристско-рекреационный кластер „Девственные леса Коми“» занял первое место на Всероссийском конкурсе по выявлению пилотных территорий для развития экотуризма. В 2017 и 2018 годах в парке прошёл приполярный этап ультрамарафона «ТрансУрал». Очень важным является соблюдение баланса между увеличением потока посетителей и сохранением дикой природы — в отсутствии достаточного госфинансирования парк может зарабатывать только на туризме, но увеличение нагрузки может привести к деградации естественных экосистем. В настоящее время посетить территорию «Югыд ва» можно только получив специальное разрешение, останавливаться — в палатках на туристических стоянках. На время нереста и в пожароопасные периоды территория парка закрыта для посещения.
В «Югыд ва» активно ведётся научная деятельность — в экспедиции и на летнюю практику приезжают студенты из многих вузов России, а также учёные из-за рубежа — Норвегии, Финляндии и других стран. С 2016 года парк реализует программу Международные волонтерские лагеря «Сердце Тайги». Волонтёры из Японии, Франции, Исландии, Сербии, Норвегии, Румынии и других стран приезжают в «Югыд ва» и участвуют в ремонте, обустройстве экотроп и туристических стоянок, учёте зверей. В парке продолжают находить редкие виды растений и животных. Например, в 2017 году сотрудники Института биологии научного центра УрО РАН зафиксировали в бассейне Щугора шесть редких мохообразных и 13 сосудистых растений, ареалы обитания четырёх видов птиц: чернозобика, гаршнепа, пятнистого сверчка, полярной овсянки. Зимний учёт животных в 2021 году показал трёхкратный по сравнению с 2020-м прирост численности северного оленя в интинской части парка. Увеличились популяции лося, куницы, рябчика и глухаря.

## История

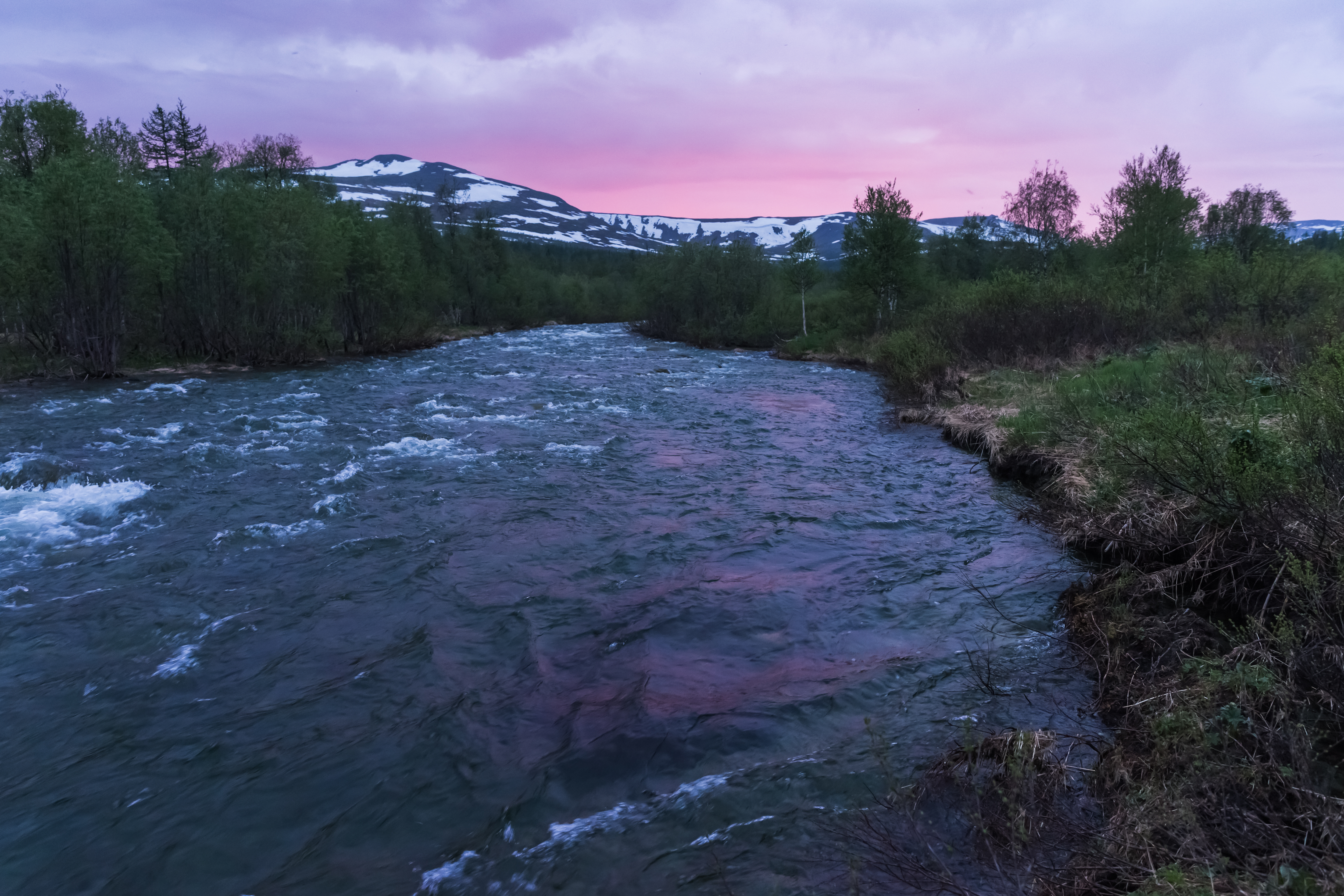
Река Тельпос на закате, 2018

### Формирование

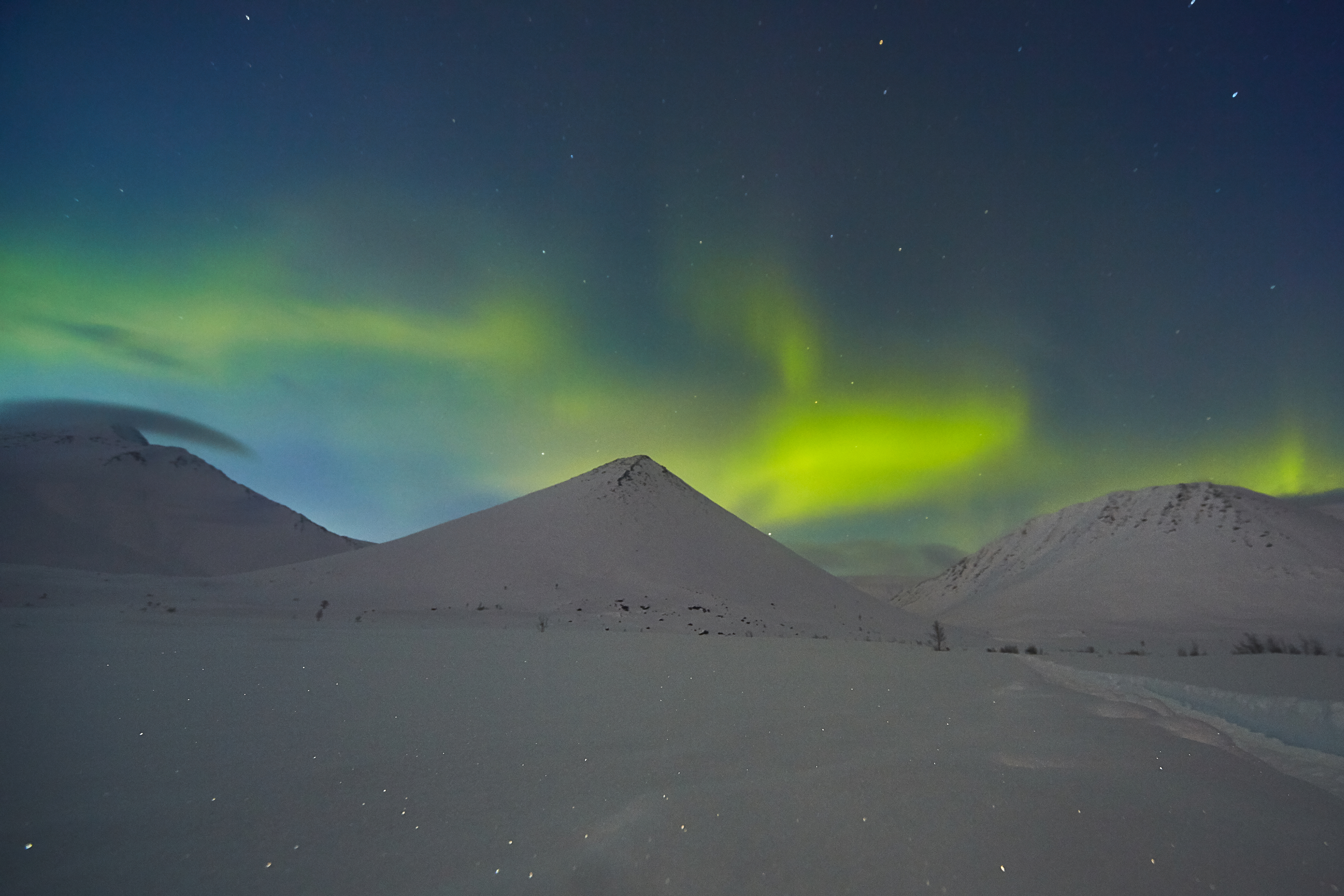
Северное сияние над Приполярным Уралом, 2021

Первые сведения о флоре и фауне территорий «Югыд ва» встречаются в трудах Николая Иваницкого (1882) и Рихарда Поле (1907). Научное обоснование необходимости создать национальный парк на Северном и Приполярном Урале было подготовлено в 1970-х годах. Национальный парк «Югыд ва» был сформирован постановлением Совета Министров Коми 28 сентября 1990 года. Окончательно статус парка был установлен 23 апреля 1994 года постановлением № 377 правительства РФ.
В 1995 году «Югыд ва» как часть природного комплекса «Девственные леса Коми» был включён ЮНЕСКО в перечень объектов Всемирного наследия. В том же году правительство Швейцарии выделило грант в размере 5 млн франков для развития национального парка. В 2005 германский фонд предоставил средства и помог «Югыд ва» организовать инфраструктуру для развития экологического туризма, а Швейцарское управление по развитию и сотрудничеству выделило грант на мероприятия по сохранению реки Кожим.

### Золотодобыча
В 1970-х между хребтами Санаиз и Малдынырд на берегу реки Балбанью была основана база Санавож для артели геологов-золотодобытчиков Вадима Туманова, разрабатывавших месторождение Чудное. Оно располагается в южной части хребта Малдынырд в верховьях рек Балбанью и Кожим. Разработка шла до 1994 года, когда «Югыд ва» получил статус национального парка. После остановки работ вся техника, бытовки и мусор разной степени токсичности были оставлены в окрестностях Чудного. На близлежащих территориях остались многочисленные нерекультивированные участки. Добыча золота, при которой велись буровые и взрывные работы, нанесла долгосрочный ущерб природе: в реках Балбанью и Кожим исчезли осетровые, от взвеси помутнело озеро Грубепендиты, склоны Малдынырд, на которые сбрасывалась отработанная порода, не покрылись растительностью даже к 2021 году.

### Попытки изменить границы парка в 2010—2020 годах

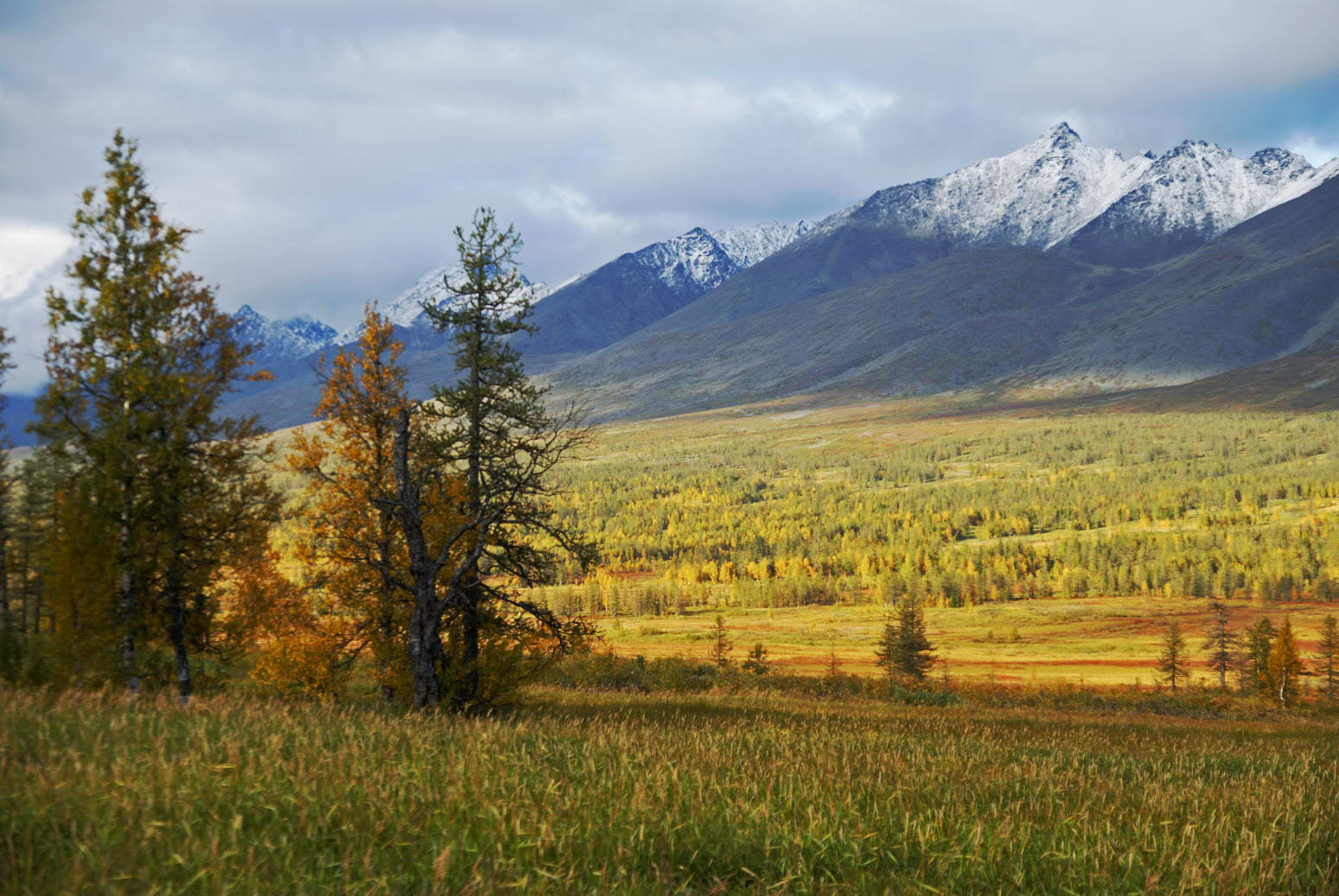
Саблинский хребет, 2007

C 1994 года власти разного уровня уже 11 раз пытались изъять территорию месторождения Чудное из границ национального парка. В 1994 году организация «Полярноуралгеология» провела поисково-оценочные работы и выявила высокий потенциал золоторудных проявлений в Чудном. Суммарный объём золота в месторождении по разным оценкам составляет от 80 до 600 тонн, что может приносить компании-оператору до $200 млн в год. В 1997, 2002 и 2004 главы республики Коми издавали указы об исключении от 200 тыс. до 35 тыс. га земель из национального парка, однако после обращения прокуратуры Верховный суд РФ отменял действие этих указов. 28 ноября 2008 года администрация Инты, ближайшего к Чудному города, постановила изъять 1900 га земель из территории национального парка для добычи полезных ископаемых. По иску «Гринпис» прокуратура Инты опротестовала это постановление, а Интинский суд отменил его 10 июля 2009 года. Однако, 30 декабря 2009 года некое ЗАО «Голд Минералс» получило от «Роснедр» лицензию на геологическую разведку и добычу золота в Чудном сроком на 25 лет.
Геологоразведочное предприятие ЗАО «Голд Минералс» имеет в штате трёх сотрудников, его уставной капитал находится на Кипре. Благодаря расследованию экологов и активистов удалось выяснить, что «Голд Минералс» входило в состав ЗАО «Норд Минералз», последнее было в 2008 году куплено российской горнодобывающей компанией ПАО «Высочайший», владелец которой — миллиардер Сергей Докучаев. Часть акций «Высочайшего» принадлежит американскому инвестиционному фонду BlackRock. Докучаев является бизнес-партнёром сына главы «Ростеха» Сергея Чемезова. В 2011 году «Высочайший» заявил о продаже «Голд Минералс», однако покупателя не разгласил. По имеющейся у The Telegraph информации, сам «Высочайший» планировал купить китайский концерн Fosun International.
В 2010 Министерство природы РФ изъяло из национального парка территорию месторождения «Чудное», на котором началась геологоразведка и добыча золота — в том числе со взрывными работами. Повреждение почв привело к замутнению вод озера Грубепендиты, его прозрачность не восстановилась даже спустя десять лет. Специалисты ЮНЕСКО зафиксировали на космическом мониторинге загрязнение вод реки Болбанью. В 2011 году «Гринпис России» оформил обращение в прокуратуру, однако получил ответ, что «оснований для применения мер прокурорского реагирования органами прокуратуры республики не установлено». На 35-й сессии Комитета Всемирного наследия ЮНЕСКО «Гринпис» предложил перевести объект всемирного наследия «Девственные леса Коми» в список «Всемирное наследие под угрозой», но получил отказ.
В январе 2012 года «Голд Минералс» сделала единственное заявление по поводу проекта работ, рассказав прессе, что планирует добывать по 4 тонны золота в год на протяжении 10-12 лет. Горное расположение Чудного делает невозможным его разработку без воздействия на другие земли «Югыд ва». При создании парка в 1994 году учёные Коми НЦ УрО РАН обосновали, что бассейн реки Кожыма должен быть обязательно включён в число охраняемых земель. Золотодобыча в Чудном нанесёт непоправимый ущерб обеим рекам: проезд тяжелой техники ведётся через особо охраняемые территории, буровые и взрывные работы уничтожают рыбу, сброс породы в реки вызывает замутнение вод. Создание карьера нарушит ландшафт и речные русла, а сопряжённые с золотодобычей процессы выщелачивания и применения цианидов будут наносить токсический ущерб. Все эти вмешательства влекут за собой комплексное нарушение экосистем, далеко выходящих за пределы Чудного и спорных 50 тыс. га земель. Последствия добычи золота в 1960—1970 влияют на экологическое состояние парка до сих пор. Не считая собственно нарушений ландшафта и экосистем, экологи отмечают и прямое влияние на зверей. Например, в 2019 году обнаружили заброшенный в начале 1980-х буровой склад. Он обветшал, обрушились кровля и стены, а под действием дождей сгнили мешки, в которых хранились цемент и буровая глина. Несколько десятков тонн материалов растеклись на участке диаметром в 15 метров. Обнаружилось, что буровая глина содержит соль, и в течение десятилетий зайцы, лоси и медведи ходили её есть, принимая за природный солонец.
Очередной приказ Минприроды РФ об исключении «Чудного» из границ нацпарка был обжалован прокуратурой в Верховном суде и отменён летом 2013 года. В августе того же года «Голд Минералс» остановила работы.
В 2015 году мэр Инты Павел Смирнов публично обсуждал стратегию разработки месторождения и называл представителей «Гринпис» «зарубежными прихвостнями». Смирнов и глава Коми Вячеслав Гайзер были арестованы в ноябре того же года по обвинению в создании ОПГ, взяточничестве и мошенничестве с госимуществом. Смирнов был осуждён на 11 лет колонии строгого режима, Гайзер получил 11 лет колонии и штраф в 160 млн рублей.
НКО «Комитет спасения Печоры» в 2015 году встречался с экспертами Международного союза охраны природы, «Гринпис» и ЮНЕСКО, чтобы обратить внимание организаций на угрозу территориальной целостности парка. В 2016 году суд выписал исполнительный лист, который обязывал «Голд Минералс» рекультивировать затронутые работами территории парка, в том числе вывести технику, бытовой и технический мусор, засыпать руслоотводящие каналы, по которым промышленные загрязнение и отработанная порода попадают в реки.
В 2016 году глава региона Сергей Гапликов инициировал объединение министерств промышленности и экологии при главенстве последнего. Эксперты предполагали, что одна из целей такой инициативы была облегчить изъятие «Чудного» из состава нацпарка. После ряда протестных акций и попыток организовать референдум власти восстановили министерство природы.
В 2017 году, объявленном в России Годом особо охраняемых природных территорий (ООПТ), экологи оценили состояние парка «Югыд ва» как ухудшающееся. В письменном обращении к министру природных ресурсов и экологии Дмитрию Кобылкину от 15 октября 2018 года глава Коми утверждал, что горные участки «Югыд ва» утратили природоохранное значение, и просил исключить их из зоны ООПТ ради улучшения экономической ситуации в Интинском районе.
В 2019 году стало известно, что вопрос об изъятии части территории «Югыд ва» под добычу полезных ископаемых по-прежнему прорабатывается в правительстве. При этом в ответе на запрос «Гринпис» Минприроды ответило, что «исключение части территории из национального парка противоречит законодательству Российской Федерации».
В начале 2020 года «Гринпис» направил в администрацию президента петицию с подписями ста тысяч граждан России, требовавших не допустить пересмотра границ парка «Югыд ва». Однако уже 17 июня 2020-го в Госдуме был принят к рассмотрению пакет поправок к закону «Об особо охраняемых природных территориях». Авторы законопроекта, члены совета Федерации Юрий Воробьёв, Андрей Турчак, Алексей Майоров, Елена Зленко, Вячеслав Наговицын и депутаты Государственной думы Сергей Неверов и Владимир Бурматов предложили легализовать «наличие в границах национальных парков земельных участков иных пользователей <…> деятельность которых не оказывает негативное воздействие на земли национальных парков», а также предусмотрели исключения, при которых границы нацпарков можно изменять. Экологи отмечают, что закон не приводил конкретного перечня случаев, когда допустимо подобное изменение. Это даёт широчайшие полномочия местным властям для вмешательства в границы парков, увеличивает риск коррупции и в перспективе может привести к полному разрушению природоохранных зон. Инициатива депутатов вызвала широкий общественный резонанс. В Коми жители начали проводить одиночные пикеты и митинги, «Гринпис» набрал свыше ста тысяч подписей с требованием не допустить изъятия земель из нацпарков. После протестов экологов и активистов рассмотрение законопроекта было перенесено на осень 2020-го. 13 октября 2020 года закон приняли в первом чтении, ко второму чтению поправки о возможности изменять границы национальных парков убрали.
Во время очередного судебного процесса, инициированного Росимуществом в 2019 году, на территории «Чудного» не велись работы, поэтому Арбитражный суд Коми отклонил иск по причине отсутствия упомянутой выше «деятельности, оказывающей негативное воздействие» на особо охраняемую природную территорию. В 2020 году временно исполняющий обязанности главы Республики Коми Владимир Уйба заявил о возрождении проекта по добыче золота на месторождении и избавлении от «юнесковской кабалы» и о «жёстком решении» не просто сдвинуть границы нацпарка ради золотодобычи, а построить в «Чудном» полноценную горно-обогатительную фабрику. 15 августа 2020 года он сказал:

«…Считаю очень важным вывод из юнесковской кабалы Чудного. Чудное никакого отношения, конечно, к „Югыд ва“ не имеет, здесь чистая юнесковская история: мол, пусть они это золото не добывают здесь. Поэтому есть жесткое поручение [вице-премьера] Трутнева: до 31 августа Минприроды дает заключение, мы его курируем сейчас, что никакой связи с „Югыд ва“ нет, это разные совершенно истории. Границы <нацпарка> 100 процентов будут сдвинуты. И это не просто в добыче дело, это горно-обогатительная фабрика будет».

В июле и октябре 2020 года прошли арбитражные суды, в которых управление Росимущества пыталось расторгнуть договор с «Золотом Инты» (новое название «Голд Минералс»), поскольку по закону особо охраняемую природную территорию не имели права передавать коммерческой организации для хозяйственной деятельности. Аналогичный иск был подан в Верховный суд РФ от Минприроды России, однако расторгнуть договор с арендатором в одностороннем порядке суды не сочли возможным. В 2021 году гендиректор «Золота Инты» Михаил Тарахтий был обвинён в злостном неисполнении решения суда: предписанные ещё в 2016-м меры по рекультивации компания так и не провела. Тарахтий получил штраф в размере 50 тыс. рублей. Однако лицензия на разработку остаётся у «Золота Инты», срок её действия истекает только в 2060 году.
3 октября 2020 года Министерство природы опубликовало проект постановления, согласно которому в состав «Югыд ва» решено включить 183 тыс. га лесного фонда, но изъять 50 тыс. га, в том числе месторождения Чудное. Документация по проекту была проведена под видом расширения территории парка, что является уловкой, призванной отвлечь внимание от вывода Чудного из его границ. Кроме того, предложенные для включения территории признаны экологами и геологами неравноценной заменой. Изменения в законе об особо охраняемых природных территориях были приняты Госдумой и Советом Федерации и подписаны президентом РФ 30 декабря 2020 года, в финальный вариант не попали поправки, позволяющие изменять границы национальных парков.
В 2021 году Верховный суд России оставил в силе договор аренды на землю в «Югыд ва» у АО «Золото Инты». Кроме того, в прессу попал документ с перечнем инвестпроектов бюджета Коми на 2021 год, в котором разработка месторождения Чудное АО «Золото Инты» указан с датами реализации в 2021—2028. На вопрос главы фракции КПРФ в Госсовете Коми Олега Михайлова, готовы ли представители власти получить «второй Шиес», исполняющий обязанности министра экономического развития и промышленности Константин Плеханов заявил, что «Чудное было включено в список по ошибке».